# Subdiakon

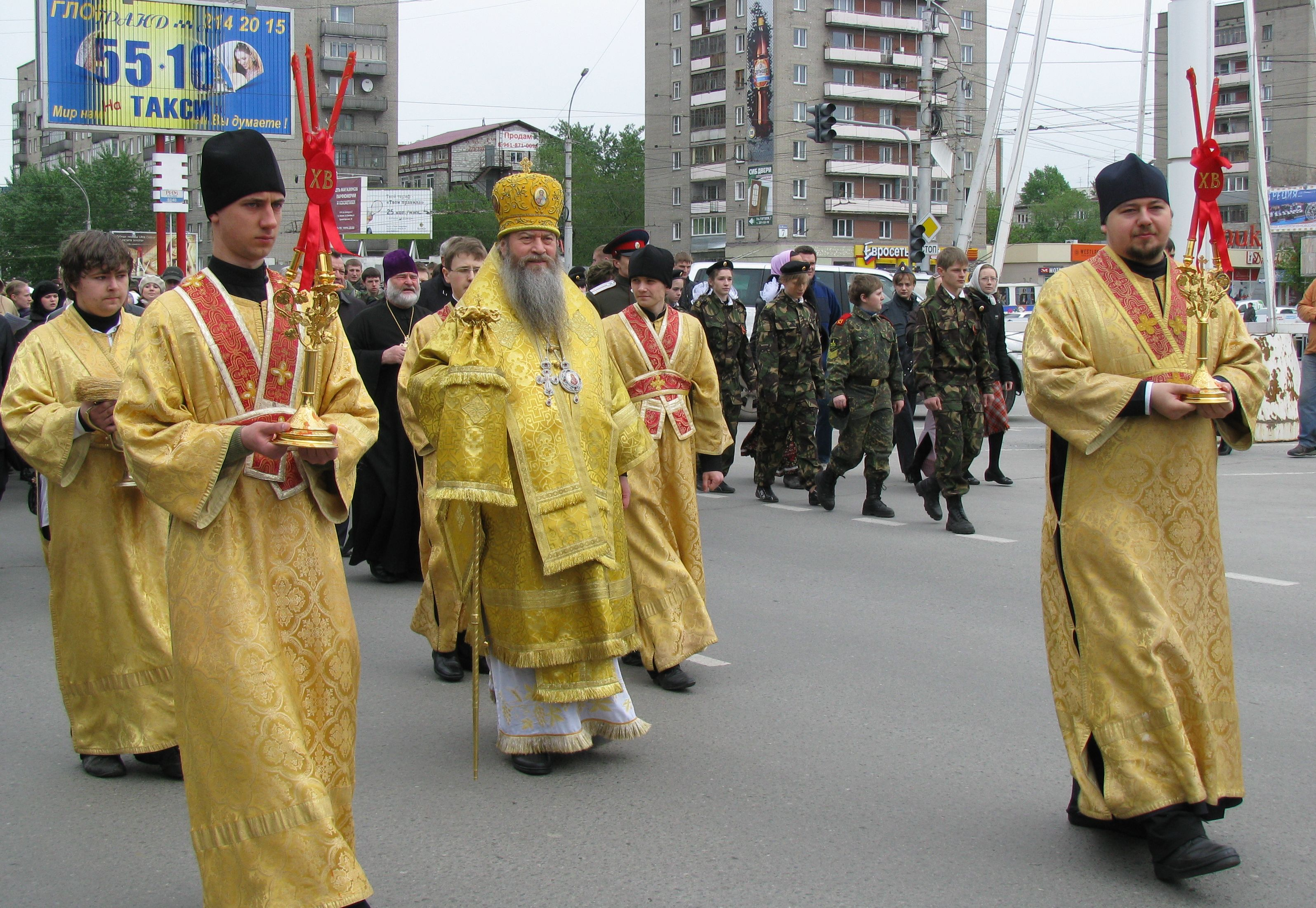
Subdiakoner (med röd stola) i Rysk-ortodoxa kyrkan.

Vigningen till subdiakon är en del av prästvigningens sakrament. Subdiakoner förekommer i såväl Romersk-katolska kyrkan som de Östortodoxa kyrkorna. Prästvigningens sakrament innehåller flera steg. Man talar om å ena sidan lägre vigningar (vigning till portvakt, lektor, exorcist och akolyt), och å andra sidan högre vigningar (subdiakon-, diakon- respektive prästvigning). Enligt katolsk och ortodox teologi inrättades prästvigningen samtidigt med mässoffret, på skärtorsdagsaftonen. Prästvigda och diakoner finns omvittnade i Apostlagärningarna. Övriga vigningar tillkom på kyrkans auktoritet redan före 300-talet.

## Paulus VI:s reform 1972
I den latinska riten gavs de olika vigningarna vanligtvis i en följd under prästkandidatens sexåriga utbildning (se prästseminarium), vilken utmynnade i själva prästvigningen. År 1972 avskaffade påve Paulus VI alla lägre vigningar samt subdiakonatet inom den nya romerska riten. Samtidigt kvarlever samtliga äldre vigningar inom ramen för de klerikalinstitut och religiösa ordnar som fasthåller vid den klassiska latinska liturgin, den så kallade tridentinska riten. I de östliga riterna, såväl i de Östkatolska kyrkorna som i de Östortodoxa kyrkorna, har den traditionella ordningen bevarats.